# Abu Qurra
Abu Qurra, miembro de la tribu sufrita Banu Ifran de Tremecén, fue el fundador del movimiento indígena bereber musulmán con tendencias jariyitas en el norte de África después del derrocamiento de la dinastía omeya. Entre 767 y 776, organizó un ejército de más de trescientos cincuenta mil jinetes en el norte de África. Fue el primer jefe de Estado de los bereberes musulmanes del Magreb. Ibn Jaldún lo describió en su libro Kitab El Ibar.